# Гуанфу
Гуанфу (иер. 广府镇) — посёлок в районе Юннянь округа Ханьдань провинции Хэбэй, Китай. В него входит древний город Гуанфу (广府古城), туристическая достопримечательность с рейтингом AAAAA, в архитектуре, стенах и рве которой сохранился облик китайского города эпохи Мин.

## Названия
«Гуанфу» — это сокращение от старого названия города Гуанпинфу (广平府) которое указывает на его прежний статус как центра префектуры Гуанпин (广平), «Экспансивно умиротворённая» или «Мирная») при династии Мин. Это название город получил во времена династии Хань.
Во времена династии Тан город был известен как Минчжоу по названию префектуры, к которой он относился и которая в свою очередь была названа в честь близлежащей реки Мин. Город также был известен как Юннянь (永年, «Долголетие») по названию уезда.

## География
Гуанфу расположен в центре болота Юннянь в западной части района Юннянь округа Ханьдань.

## История

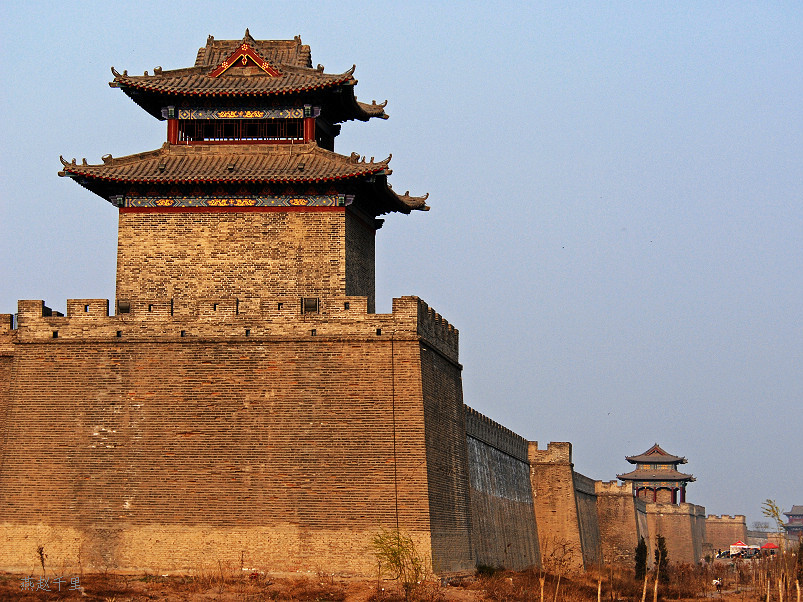
Одна из сторожевых башен в стиле династии Мин, возвышающаяся над городом.

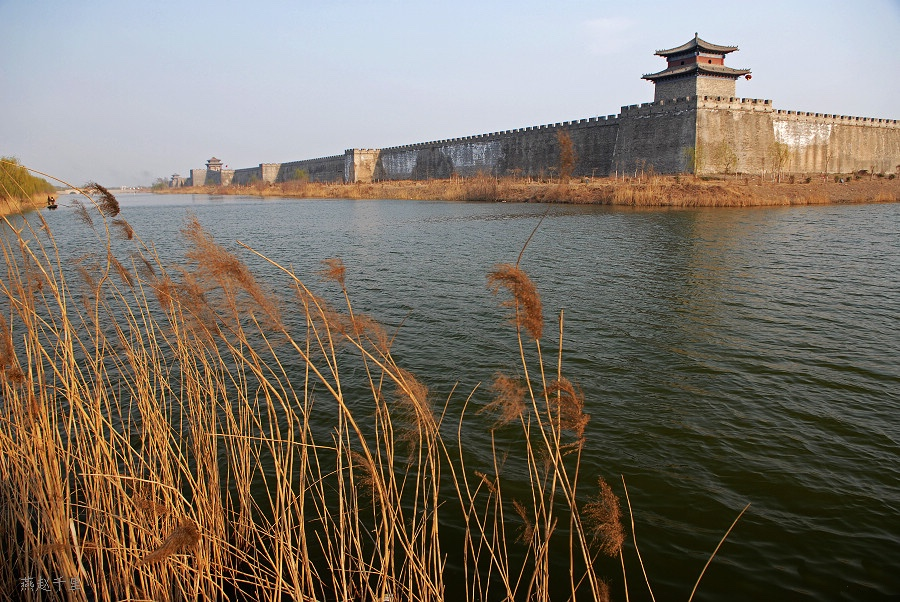
Городские стены

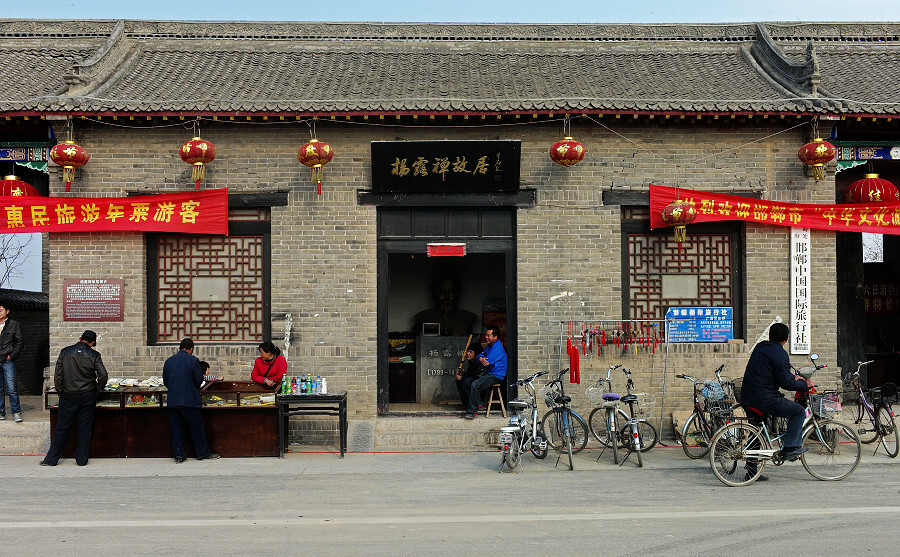
Бывшая резиденция Ян Лучаня

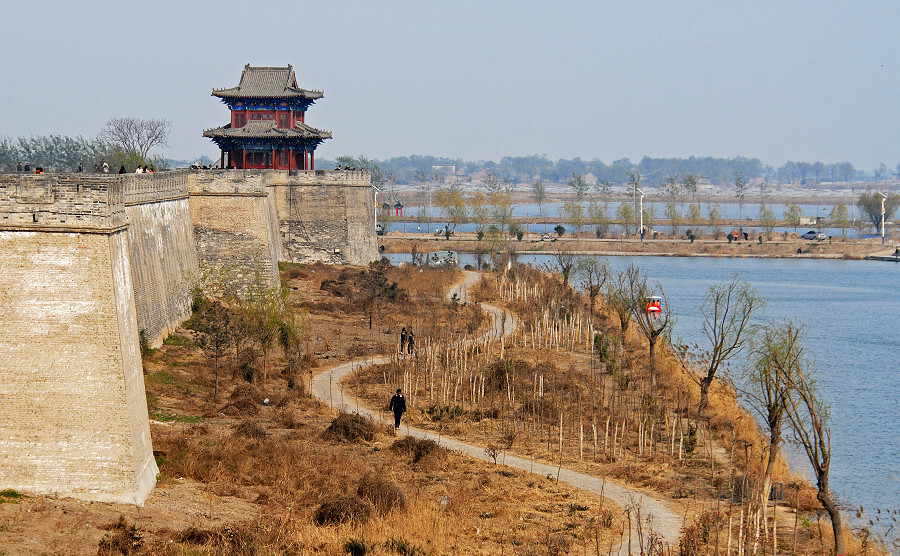
Люди у городского рва

Местность вокруг Гуанфу была типично болотистой согласно даже самым ранним историческим записям. Сам Гуанфу был впервые заселён в период Вёсен и Осеней около VI века до н. э. Он входил в царство Цзинь во времена династии Чжоу и в царство Чжао во времена Сражающихся царств. При династии Цинь он был частью Ханьданьского командования.
Во время падения династии Суй он служил столицей недолговечного княжества Ся Доу Цзяньдэ после того, как тот захватил город в 619 году. В то время город лежал на главной дороге, идущей от поселений к югу от реки Хуанхэ на северо-восток до Ючжоу (теперь в пределах Пекина) и Кореи. Когда Доу поймал принца Хуайаня, потомка династии Тан Ли Шэньтуна (李神通), его содержали в тюрьме Гуанфу. Когда Доу в 621 году был захвачен в плен в битве при Хулао, несколько сотен его кавалеристов бежали в его столицу, разграбили сокровищницу, а затем сдали город победившей династии Тан. После казни Доу в Чанъане его кавалерийский офицер Лю Хэйта поднял восстание и в конце 621 года с помощью тюрков разгромил близ Гуанфу танских императоров. Затем он занял город и сделал его своей столицей, провозгласив свое царство «Княжеством Ханьдун». Будущий император Ли Ши-минь победил его, воздвигнув плотину на близлежащей реке Мин, а затем прорвав её так, что вода затопила большую часть армии Ханьдуна. Лю смог вернуться на поле боя с большей поддержкой тюрков, но снова потерпел поражение. Он был казнен на рыночной площади Гуанпина в первом месяце 623 года.
Нынешние городские стены Гуанфу изначально, во времена династии Тан (VII—IX века), были земляными валами, построенными с использованием каменной кладки во времена империи Юань (XIII—XIV века) и Мин (XIV—XVII века).
В XIX веке, во времена династии Цин, здесь жили Ян Лучань и У Юйсян, основатели стилей тайцзи Ян и У, двух крупнейших школ тайцзи в мире. В 1905 году миссия Южного Чили под руководством Горация Уильяма Хоулдинга открыла в городе протестантскую церковь, которую в первые годы курировала Кэтрин Эвальд.
1,5 км2 (0,58 кв. миль) исторической зоны внутри городских стен было отреставрировано после политики реформ и открытости Китая, и нынешняя застройка имитирует облик города при династии Мин. Дома, в которых жили Ян и У, были преобразованы в публичные музеи, посвященные их жизни и школам тайцзи. В 2017 году Национальная туристическая администрация Китая назвала город туристической достопримечательностью уровня AAAAA.

## В популярной культуре
В 2007 году в городе была снята драма CCTV «Гуанфу Тайцзи» (广府太极传奇), показ состоялся в 2010 году.